# Алатау (гори)

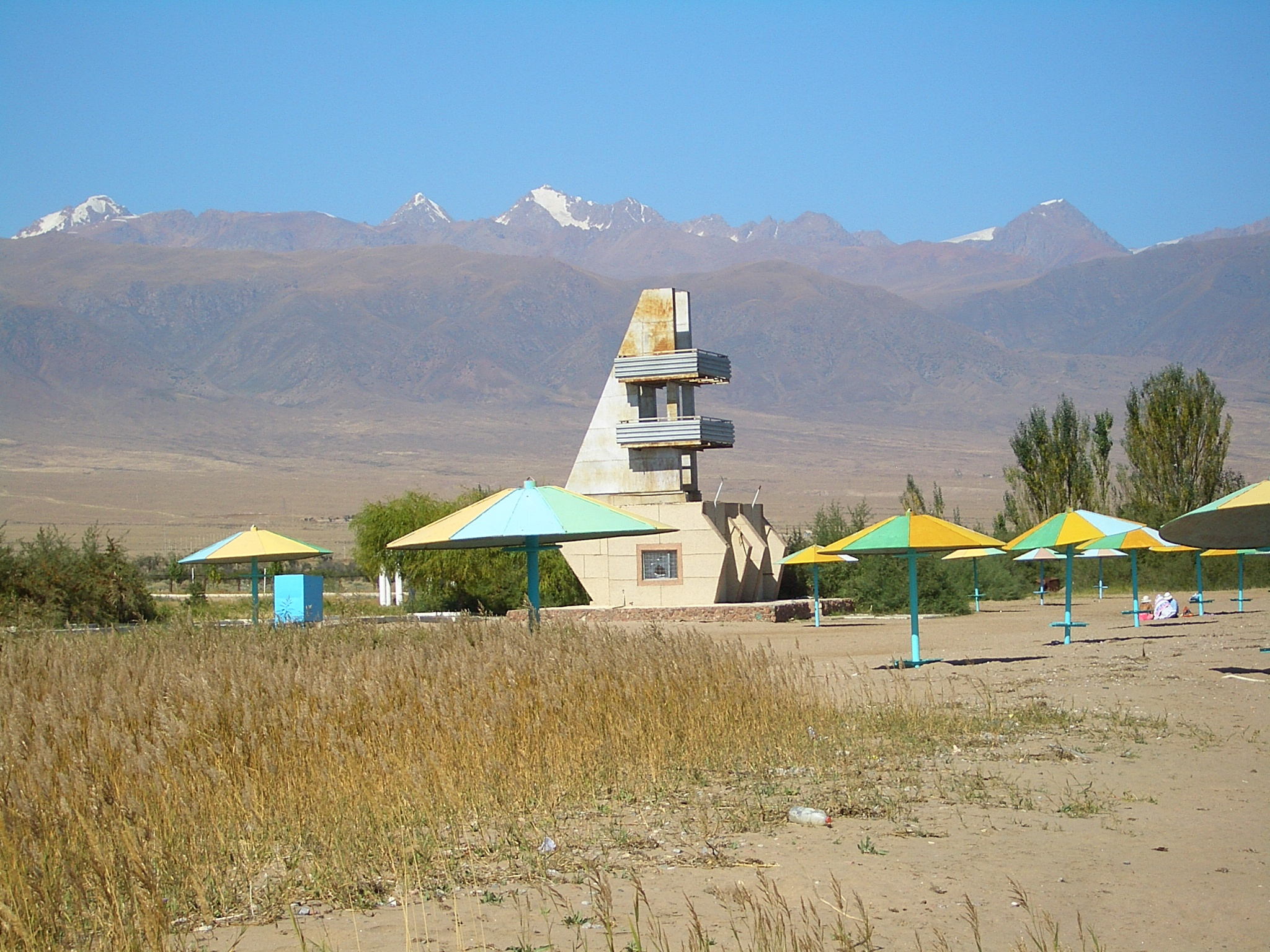
Вид на гори Кюнгей Алатоо з с. Кошкола, Киргизстан

Алата́у, Ала-Тоо (тюрк. «строкаті гори») - загальна назва низки гірських хребтів у Центральній Азії, назва яких пов'язана з тим, що влітку ці гори мають «рябе» забарвлення, частково білі через сніг, частково темні на безсніжних ділянках).

## Гірські хребти

### Тянь-Шань
- Джунга́рський Алата́у (Семиречеський Алата́у, Джетисуйський Алата́у) — гори на території Казахстану та Китаю;
- Заілійський Алата́у — гірський хребет на північному заході Тянь-Шаня, на території Казахстану та Киргизстану;
- Киргизький Ала-Тоо (Киргизький хребет, Киргизький Алата́у) — гірський хребет, що обмежує Чуйську долину з півдня;
- Кюнгей-Ала-Тоо (Кунгей-Алата́у) — гірський хребет, що обмежує Іссик-Кульську улоговину з півночі;
- Таласький Ала-Тоо (Таласький Алата́у) — гірський хребет на території Киргизстану та Казахстану;
- Терскей Ала-Тоо — гірський хребет, що обмежує Іссик-Кульську улоговину з півдня.

### Урал
- Алата́у — хребет Башкирського (Південного) Уралу.

### Південно-Сибірські гори
- Кузнецький Алата́у — гірський хребет на півдні Сибіру.

## Інше
- Алатау — гора заввишки 657,4 м, входить у хребет Алатау на Уралі.